# Chaumousey
Chaumousey är en kommun i departementet Vosges i regionen Grand Est (tidigare regionen Lorraine) i nordöstra Frankrike. Kommunen ligger i kantonen Épinal-Ouest som tillhör arrondissementet Épinal. År 2022 hade Chaumousey 913 invånare.

## Befolkningsutveckling
Antalet invånare i kommunen Chaumousey
| Referens: INSEE |